# The Kidults
Pour les articles homonymes, voir Kidult.
The Kidults est une web-série française, qui met en scène quatre jeunes adultes en colocation à Paris, dans leur vie quotidienne. Le principe de la série reposait sur des scènes filmées uniquement dans la salle de bains de l'appartement avant de s'ouvrir à des lieux plus divers.
Le titre de la série fait référence à l'âge des protagonistes, l'adulescence ; la traduction anglophone d'adulescence renvoie à cet entremêlement de maturité et d'immaturité propre aux jeunes gens âgés d'une vingtaine d'années.

## Format
Le format des épisodes est très aléatoire, certains durant quelques secondes, d'autres plusieurs minutes. La régularité de leur diffusion l'est tout autant, même si les publications se font initialement le mardi, et la série n'est pas découpée en saisons.

## Histoire
Le premier épisode de la web-série est mis en ligne le 1er avril 2014.
Après une pause de plusieurs années entre 2018 et 2022, la série est relancée par ses créateurs qui diffusent de nouveaux épisodes en 2023 et en 2024.

## Personnages

### Personnages principaux
- Sarah Bolivar (jouée par Sarah Rashidian)
- Lucas Cariou (joué par Lucas Ponton-Lepaon)
- Arthur Gallieni (joué par Arthur Vauthier)
- Allison Raspail (jouée par Allison Chassagne)

### Personnages invités
- Alex (joué par Alex Ramirès)
- Laura (jouée par Laura Calu)
- Julia et Sébastien (joués par Les ShowRunners)

### Anciens personnages principaux
- Yohann Gallieni, cousin d'Arthur (joué par Yohann Lavéant)